# Gefell (Föritztal)
Gefell ist ein Ortsteil der Gemeinde Föritztal im Landkreis Sonneberg in Thüringen.

## Lage
Gefell liegt an dem Gewässer Föritz, wie Rottmar und Föritz selbst im hügeligen Land der Oberlinder Ebene, nahe der Grenze zu Bayern. Die Bundesstraße 89 und die Kreisstraße 29 erschließen verkehrsmäßig den Raum.

## Geschichte
1162 und 1182 gab man die urkundlich Ersterwähnung von Gefell an. Die Nikolaus Kirche von Gefell liegt auf einer Anhöhe und ist mit einer Ringmauer umgeben, die aus dem 16. Jahrhundert stammt. Am 1. Juli 1950 wurde die bis dahin eigenständige Gemeinde Rottmar eingegliedert. 1994 ging der Ort in der Gemeinde Föritz auf, diese wiederum schloss sich am 6. Juli 2018 mit zwei weiteren Gemeinden zu der neuen Gemeinde Föritztal zusammen.

## Dialekt
In Gefell wird Itzgründisch, ein mainfränkischer Dialekt, gesprochen.